# Теодор Людвіг Вільгельм фон Бішоф
Теодор Людвіг Вільгельм фон Бішоф (нім. Theodor Ludwig Wilhelm von Bischoff. Theodor Ludwig Wilhelm von Bischoff; 1807—1882) — німецький анатом і фізіолог, іноземний член-кореспондент Петербурзької Академії наук (1846).

## Біографія
Теодор Людвіг Вільгельм Бішоф народився 28 жовтня 1807 року у місті Ганновері.
Отримав вищу освіту у Боннському університеті і університеті Гайдельберга.
З 1832 року Теодор Бішоф був асистентом при університетській клініці в Берліні. У своїй дисертації «Commentatio de novis quibusdam experimentis doctrinam de respiratione institutis» Бішоф вперше довів присутність вільної вуглекислоти і кисню у живій крові.
В 1836 році зайняв посаду професора фізіології і анатомії у Гайдельберзькому університеті. З 1844 по 1855 рік займав цю ж посаду у Гіссенському університеті, де при його прямій участі були засновані Фізіологічний інститут і анатомічний театр.
З 1855 по 1878 рік Бішоф займав профільну кафедру у Мюнхенському університеті, після чого вчений пішов у відставку.
Теодор Людвіг Вільгельм фон Бішоф помер 5 грудня 1882 року у місті Мюнхен, залишивши після себе безліч трудів по фізіології і анатомії.